# 4. veljače u Drugom svjetskom ratu
Drugi svjetski rat po nadnevcima: 4. veljače u Drugom svjetskom ratu.

### 1945.
- Započela saveznička konferencija na Jalti.